# 946 a.C.

## Eventos
- Conclusão da construção do palácio real em Jerusalém.